# Vietnam Paradiso
Vietnam Paradiso est un documentaire de création réalisé en 2001 par Julien Lahmi et Ali Benkirane qui sortira en salle douze ans plus tard, d'abord au Saint-André-des-Arts. 
Ce film est un journal intime ayant pour toile de fond une aventure de cinéma ambulant monté dans cinq orphelinats à travers le Viêt Nam, pays où est née la mère de Julien Lahmi. 
Vietnam Paradiso a été distribué par ARTE, sélectionné dans plusieurs festivals (La Rochelle La Rochelle, Biarritz, Thessalonique...) et notamment programmé à la Cinémathèque française et sur France Ô, la TSR. 

## Fiche technique
- Réalisation : Julien Lahmi et Ali Benkirane
- Scénario : Julien Lahmi
- Image : Ali Benkirane et Julien Lahmi
- Son : Nicolas Makowski
- Illustration : Caroline Frydlender et Vang Xiong
- Montage : Ali Benkirane et Julien Lahmi
- Musique : Belle and Sebastian, Pierre Chazal et Florent Richard, Nguyen Thien Dao, Bui Yen Phuong, Ha Thanh
- Société de production : Cameson Production
- Société de distribution : Docks 66
- Voix off Thu : Caroline Gillain
- Format : DVcam, DCP
- Genre : documentaire
- Durée : 66 minutes
- Date de tournage : d'avril 2000 à juin 2000
- Date de sortie : 2013